# Ronde van Californië 2013
De 8e editie van de Ronde van Californië, officieel de Amgen Tour of California, werd van 12 mei tot en met 19 mei 2013 verreden in de Amerikaanse staat Californië. De Ronde van Californië 2013 maakte deel uit van de UCI America Tour 2013. De winnaar van 2012, Robert Gesink, koos ervoor de Ronde van Italië te rijden en verdedigt zijn overwinning dus niet. De Amerikaan Tejay van Garderen won in 2013 in het algemene klassement.

## Deelnemende ploegen
Er namen zestien teams nemen deel aan deze editie. Elk team startte met acht renners, wat het totaal aantal deelnemers bij aanvang op 128 bracht.
| ProTour                     | ProContinental                   | Continental            |
| --------------------------- | -------------------------------- | ---------------------- |
| BMC Racing Team             | Champion System Pro Cycling Team | 5-Hour Energy          |
| Cannondale Pro Cycling Team | Team NetApp-Endura               | Bissell Pro Cycling    |
| Team Garmin-Sharp           | Unitedhealthcare Pro Cycling     | Bontrager Cycling Team |
| Omega Pharma-Quickstep      |                                  | Jamis-Hagens Berman    |
| Orica-GreenEdge             | Team Optum                       |                        |
| Team Saxo-Tinkoff           |                                  |                        |
| RadioShack-Leopard          |                                  |                        |
| Vacansoleil-DCM             |                                  |                        |

## Etappe-overzicht
| Etappe | Datum  | Start         | Finish        | Afstand  | Type                | Winnaar            | Klassementsleider  |
| ------ | ------ | ------------- | ------------- | -------- | ------------------- | ------------------ | ------------------ |
| 1e     | 12 mei | Escondido     | Escondido     | 165,1 km | Heuvelrit           | Lieuwe Westra      | Lieuwe Westra      |
| 2e     | 13 mei | Murrieta      | Palm Springs  | 200 km   | Heuvelrit           | Janier Acevedo     | Janier Acevedo     |
| 3e     | 14 mei | Palmdale      | Santa Clarita | 177,7 km | Heuvelrit           | Peter Sagan        | Janier Acevedo     |
| 4e     | 15 mei | Santa Clarita | Santa Barbara | 134,5 km | Heuvelrit           | Tyler Farrar       | Janier Acevedo     |
| 5e     | 16 mei | Santa Barbara | Avila Beach   | 186 km   | Heuvelrit           | Jens Voigt         | Tejay van Garderen |
| 6e     | 17 mei | San Jose      | San Jose      | 31,9 km  | Individuele tijdrit | Tejay van Garderen | Tejay van Garderen |
| 7e     | 18 mei | Livermore     | Mount Diablo  | 147,1 km | Bergrit             | Leopold König      | Tejay van Garderen |
| 8e     | 19 mei | San Francisco | Santa Rosa    | 130 km   | Vlakke rit          | Peter Sagan        | Tejay van Garderen |

## Eindresultaten
| Plaats    | Naam               | Ploeg                        | Tijd      |
| --------- | ------------------ | ---------------------------- | --------- |
| Gele trui | Tejay van Garderen | BMC Racing Team              | 29u43'00" |
| 2         | Michael Rogers     | Saxo-Tinkoff                 | + 1'47"   |
| 3         | Janier Acevedo     | Jamis-Hagens Berman          | + 3'26"   |
| 4         | Mathias Frank      | BMC Racing Team              | + 3'32"   |
| 5         | Cameron Meyer      | Orica-GreenEdge              | + 3'33"   |
| 6         | Matthew Busche     | BMC Racing Team              | + 3'50"   |
| 7         | Francisco Mancebo  | 5-Hour Energy                | + 4'52"   |
| 8         | Lawson Craddock    | Bontrager Cycling Team       | + 5'24"   |
| 9         | Philip Deignan     | Unitedhealthcare Pro Cycling | + 5'33"   |
| 10        | Chad Haga          | Team Optum                   | + 5'52"   |
|           |                    |                              |           |
| 20        | Lieuwe Westra      | Vacansoleil-DCM              | + 14'59"  |
| 28        | Gianni Meersman    | Omega Pharma-Quickstep       | + 21'59"  |

| Plaats | Ploeg                        | Tijd      |
| ------ | ---------------------------- | --------- |
|        | BMC Racing Team              | 89u21'37" |
| 2      | RadioShack-Leopard           | + 8'09"   |
| 3      | Unitedhealthcare Pro Cycling | + 12'02"  |

| Plaats      | Naam            | Ploeg                       | Punten |
| ----------- | --------------- | --------------------------- | ------ |
| Groene trui | Peter Sagan     | Cannondale Pro Cycling Team | 53     |
| 2           | Tyler Farrar    | Team Garmin-Sharp           | 47     |
| 3           | Gianni Meersman | Omega Pharma-Quickstep      | 31     |

| Plaats    | Naam           | Ploeg               | Punten |
| --------- | -------------- | ------------------- | ------ |
| Rode trui | Carter Jones   | Bissell Pro Cycling | 47     |
| 2         | Janier Acevedo | Jamis-Hagens Berman | 20     |
| 3         | Andy Schleck   | RadioShack-Leopard  | 20     |

| Plaats     | Naam            | Ploeg                  | Tijd      |
| ---------- | --------------- | ---------------------- | --------- |
| Witte trui | Lawson Craddock | Bontrager Cycling Team | 29u48'24" |
| 2          | Gavin Mannion   | Bontrager Cycling Team | + 15'25"  |
| 3          | Tanner Putt     | Bontrager Cycling Team | + 18'09"  |

Mannen:
2006 · 
2007 · 
2008 · 
2009 · 
2010 · 
2011 · 
2012 · 
2013 · 
2014 ·
2015 ·
2016 ·
2017 ·
2018 ·
2019
Vrouwen:
2015 ·
2016 ·
2017 ·
2018 ·
2019